# BeIA
BeIA (Be Internet Appliances) — операционная система для встраиваемых систем (например, Sony eVilla), основанная на BeOS. Данная система представляла собой программную платформу, предоставляющую простой доступ к веб-приложениям.
BeIA отличалась от BeOS платформенной независимостью и направленностью на веб- и мультимедиа-приложения. Пользовательский интерфейс системы был основан на браузере. В отличие от BeOS, которая при загрузке запускала Tracker и Deskbar, BeIA загружала систему прямо в интерфейс браузера Opera (подобно Firefox OS, WebOS или Google Chrome OS).
В систему были включены приложения для веб-сёрфинга, аудио-стриминга, воспроизведения видео и общения по электронной почте. Система загружалась очень быстро, она была разработана для архитектур x86 и PowerPC, для неё требовалось минимум 8 мегабайт постоянной памяти (жёсткий диск, CompactFlash), а также 32 мегабайт оперативной. BeIA была лицензирована для небольшого набора устройств Sony, Compaq и Qubit.

## Поддержка ПО
- Почта для 4-х пользователей
- Веб-браузер Opera 4.0
- RealPlayer
- Macromedia Flash 4.0
- Staff Java Plugin
- Поддержка SSL2 и SSL3
- Поддержка PDF, ASCII-текста и HTML-страниц
- Поддержка графических форматов: JPEG, progressive JPEG, GIF, PNG
- Поддержка аудио форматов: MP3, WAV, MIDI, AU, AIFF, real audio
- Поддержка видео форматов: MPEG 1, Real video

## Версии
| Версия                          | Дата выпуска |
| ------------------------------- | ------------ |
| BeIA 1.0 beta, codename Stinger | Фев. 2000    |
| BeIA 1.0                        | Окт. 2000    |
| BeIA 1.09.2                     | Май 2001     |
| BeIA 1.5                        | ---          |
| BeIA 2.0                        | ---          |